# Ellaria Arena
Ellaria Arena es un personaje ficticio de la saga Canción de hielo y fuego del escritor George R.R. Martin, haciendo su primera aparición en el tercer volumen de la saga, Tormenta de Espadas. En la adaptación televisiva de HBO, el personaje es interpretado por la actriz inglesa de origen indio Indira Varma.
Si bien el personaje posee una importancia y aparición secundaria en la obra escrita, en la adaptación televisiva cobra una mayor relevancia debido a que asume parte de la trama del personaje de Arianne Martell en el cuarto volumen de la saga, Festín de Cuervos, adquiriendo el estatus de personaje principal.

## Historia

### Tormenta de Espadas
Ellaria Arena debuta en el capítulo 38, acompañando al príncipe Oberyn Martell cuando llega a Desembarco del Rey para ocupar un asiento en el Consejo Privado del rey Joffrey. Ellaria es la amante oficial del príncipe, haciéndose famosa por su exótica belleza y su activa vida sexual.
Asiste a la boda entre el rey Joffrey Baratheon y Margaery Tyrell, donde el propio Joffrey es envenenado. La reina Cersei le propone matrimonio a Oberyn; en el capítulo 66, Oberyn le revela a Tyrion Lannister que Ellaria le sugirió aceptar, pues estaba expectante ante el hecho de compartir lecho con ella.
Oberyn se declara campeón de Tyrion Lannister en su juicio por combate, donde fallece a manos de Ser Gregor Clegane. Ellaria regresa a Dorne para llevar los restos de Oberyn de vuelta a su hogar.

### Danza de Dragones
Ellaria asiste al banquete ofrecido por el príncipe Doran Martell para recibir al Guardia Real Balon Swann, el cual llevaba la calavera de Ser Gregor Clegane. Ellaria se opone a los planes de venganza que ansían Arianne Martell y las Serpientes de Arena, temiendo que sus hijas se vean envueltas en la espiral de violencia.

Vi morir a vuestro padre. Aquí está su asesino. ¿Me llevo una calavera a la cama para me dé consuelo en las noches? ¿Me hará reír? ¿Me compondrá canciones? ¿Me cuidará cuando esté vieja y enferma?
Ellaria Arena

## Adaptación televisiva

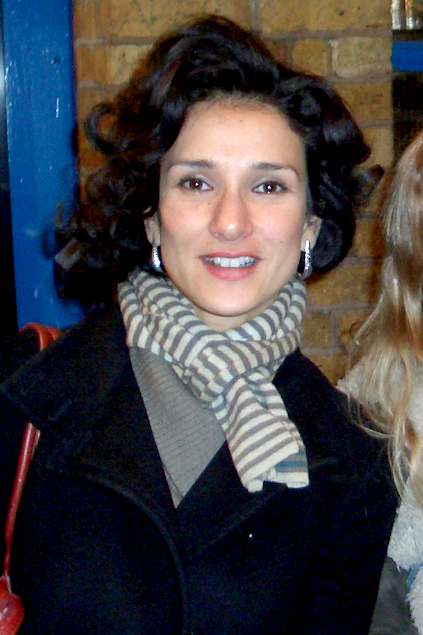
Indira Varma interpreta a la dorniense Ellaria Arena

El personaje de Ellaria Arena es interpretado por la actriz Indira Varma en la adaptación televisiva de HBO, Juego de Tronos, debutando en la cuarta temporada de la serie.
Ellaria hace su debut en la cuarta temporada de la serie, acompañando a su amante, el príncipe Oberyn Martell (Pedro Pascal) de Dorne. Ellaria comparte con su pareja su odio por la Casa Lannister, vislumbrándose durante la boda entre el rey Joffrey Baratheon (Jack Gleeson) y Margaery Tyrell (Natalie Dormer).
Ellaria asiste al juicio por combate de Oberyn, quedando horrorizada cuando Ser Gregor Clegane le aplasta la cabeza y lo asesina.
De vuelta a Dorne, Ellaria presiona al príncipe gobernante Doran Martell (Alexander Siddig) para que declare la guerra al Trono de Hierro en venganza por la muerte de su amante. Doran se niega, de modo que Ellaria trama toda una conjura para provocar la guerra con la ayuda de las Serpientes de Arena. Este plan se pone en marcha cuando envenena a la princesa Myrcella Baratheon (Nell Tiger Free) mientras se hallaba de regreso a Desembarco del Rey. Tras la muerte de Myrcella, Ellaria asesina a Doran cuando este recibe la notificación de su muerte, afirmando que Dorne no volverá a ser dirigido por un gobernante débil. Al mismo tiempo, las Serpientes de Arena asesinan al hijo y heredero de Doran, Trystane Martell (Toby Sebastian).
Al final de la sexta temporada, Ellaria y sus hijas se reúnen con Olenna Tyrell (Diana Rigg), la cual está en búsqueda de venganza después de que Cersei acabara con su familia. Junto a Varys (Conleth Hill), Ellaria le promete que tendrá su venganza.
En la séptima temporada, Ellaria se reúne con Daenerys Targaryen (Emilia Clarke) en Rocadragón. Ellaria es partidaria de atacar de inmediato Desembarco del Rey. Mediante la estrategia de Tyrion, la flota dorniense   bloqueará la capital desde el sur con el apoyo de la flota de Yara Greyjoy (Gemma Whelan).
Mientras la flota se hallaba varada en el mar, es atacada por sorpresa por la Flota de Hierro de Euron Greyjoy (Pilou Asbæk); la flota aliada es destruida, Nymeria y Obara caen en combate frente al propio Euron, mientras que Ellaria y su hija pequeña, Tyene, son tomadas prisioneras. Junto a Yara son conducidas a Desembarco del Rey, donde desfilan encadenadas frente a la multitud y llevadas ante el Trono de Hierro de Cersei, a la vez que Euron es aclamado por su victoria.
Ellaria y Tyene son llevadas a las mazmorras, donde son visitadas por Cersei. Encadenadas y amordazadas, Cersei confiesa que ha estado tramando una manera de vengarse de ella por asesinar a Myrcella; tras deliberar, besa a Tyene, revelando que la ha envenenado de la misma manera que ella le hizo a Myrcella. Cersei afirma que Ellaria observará a su hija morir y descomponerse hasta el final de sus días. El destino de Ellaria no vuelve a ser revelado, presumiéndose que falleció en cautiverio o durante la destrucción de la Fortaleza Roja a manos de Daenerys en la caída de la capital.